# آئروگرافیت
آئروگرافیت (Aerographite) یک فوم سنتتیک است که از شبکه‌های کربن لوله‌ای متخلخل و درهم‌تنیده تشکیل شده‌است و سبک‌ترین ماده جهان نامیده شده‌است.

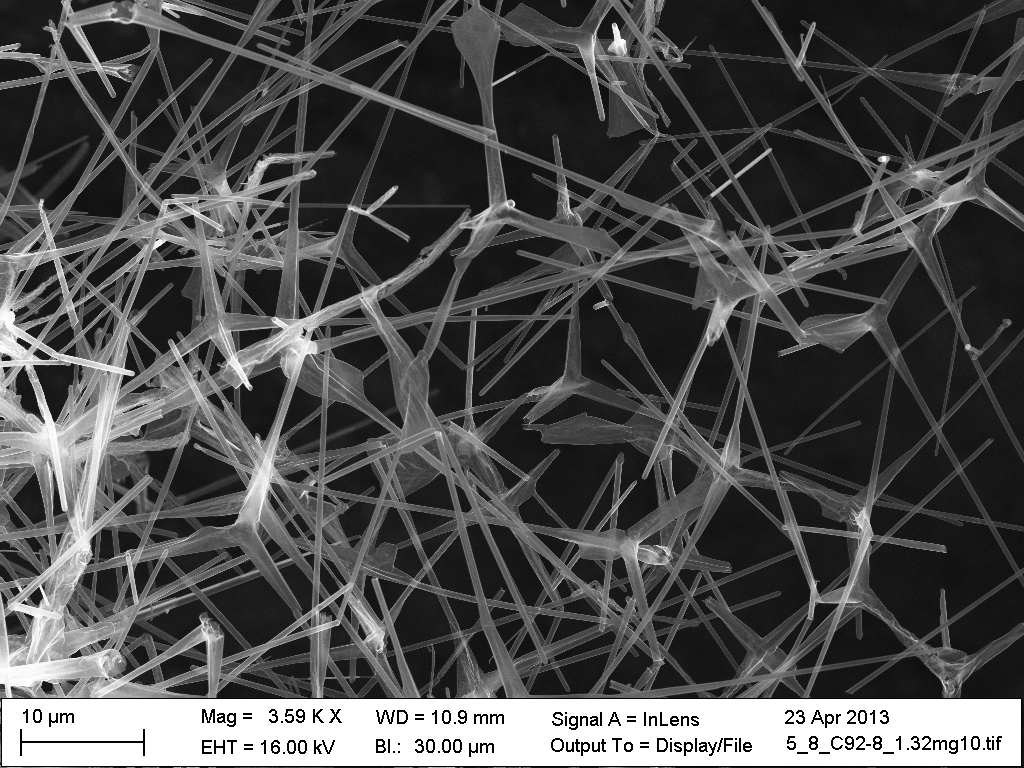
نمونه‌ای از ساختار داخلی یک پوسته گرافیت بسته از نوع آئروگرافیت

این ماده از ساختارهای به‌هم‌بافته‌شده‌ای در مقیاس نانو و میکرو ساخته شده‌است. آئوروگرافیت توری است از لوله‌های کربن به قطر ۱۵ نانومیلیمتر. این ماده با گذاشتن اکسید روی در کوره‌های ویژه و گرم کردن آن‌ها تا دمای ۹۰۰ درجه سانتیگراد ساخته می‌شود. یک سانتیمتر مکعب آئروگرافیت فقط ۰٫۲ میلی‌گرم وزن دارد. چگالی آن یک پنج هزارم چگالی آب و یک ششم چگالی هوا است.
آئروگرافیت توسط دانشمندان موادشناسی از دانشگاه کیل و دانشگاه فناوری هامبورگ ساخته شده‌است. این ماده می‌تواند برای ساختن باتری‌های لیتیوم بسیار سبک، لباس‌های ضد آب، رایانه‌های سبکتر، تصفیه آب و هوا و حفاظ ماهواره‌ها کاربرد داشته باشد.
آئروگرافیت به اندازه‌ای سبک است که کار کردن با آن در آزمایشگاه معمولی مشکل است. کوچکترین حرکات در آزمایشگاه می‌تواند بادهایی تولید کند که ماده را به آن سوی میز پرتاب می‌کند.

## ساختار و ویژگی‌ها
آئروگرافیت یک ماده سیاه‌رنگ بدون پایه‌های حمایتی است. این ماده می‌تواند در اشکال مختلفی تولید شود که حجم آن به چند سانتی متر مکعب می‌رسد.این شبکه متشکل از یک شبکه به‌هم‌پیوسته از لوله‌های کربنی است که دارای قطر هایی در مقیاس میکرون و ضخامت دیواره در حدود ۱۵ نانومتر هستند. به دلیل انحنای نسبتاً پایین و ضخامت زیاد دیواره ها، این اجزا از پوسته هایی گرافن مانند از جنس نانولوله کربنی تشکیل یافته اند و دارای ویژگی‌هایی همچون کربن شیشه‌ای هستند. این دیوارها معمولاً ناپیوسته و شامل نواحی پرچین هستند که خواص الاستیک آئروگرافیت را بهبود می‌بخشند.  پیوند کربن در آئروگرافیت دارای  ویژگی sp2 است, همانطور که توسط طیف‌نگار الکترونی  و اندازه‌گیری رسانایی الکتریکی تایید شده است.
همچنین رسانایی الکتریکی آن، تحت تاثیر فشردگی خارجی افزایش می‌یابد. به طور نمونه در چگالی  mg / cm3۰.۱۸ ساختار دارای رسانایی ۰.۲ S / m و در چگالی  mg / cm3۰.۲ دارای رسانایی ۰.۸ S / m می‌باشد.واضح است که چگالی با رسانایی آئروگرافیت رابطه‌ی مستقیم دارد.
به خاطر ساختار شبکه‌ای شامل لوله‌های به هم متصل شده ، آئروگرافیت در برابر نیروهای کششی بسیار بهتر از سایر فوم‌های کربن و همچنین آئروژل‌های سیلیکا، مقاومت می‌کند.این ساختار، تغییر شکل کشسان را حفظ می‌کند و نسبت پواسون بسیار پایینی دارد. بازیابی شکل یک نمونه ۳ میلی متری پس از فشرده شدن آن تا ۱ / ۰ میلی متر ممکن است.مقاومت کششی نهایی آن (UTS) وابسطه به چگالی ماده اولیه استفاده شده در ساختار شبکه‌ای گرافیت است و  به عنوان مثال مقدار آن ۱۶۰kpa در ۸.۵ mg / cm 3 می‌باشد. در حالی که قوی‌ترین آئروژل سیلیکا دارای UTS درحدود ۱۶ کیلو پاسکال در ۱۰۰ میلی‌گرم بر سانتی متر مکعب است.  مدول یانگ در حالت کششی ۱۵کیلو پاسکال در  چگالی ۰.۲ میلی‌گرم بر سانتی متر مکعب است ولی اندازه این مقدار در حالت فشاری کمتر است. چگالی‌های ارائه‌شده توسط مولفین، معیاری برای اندازه‌گیری حجم و تعیین حجم بیرونی فوم‌های ترکیبی است که معمولاً برای سازه‌های دیگر نیز انجام می‌شود.آئروگرافیت ها دارای خاصیت ضدآب هستند، در نتیجه نمونه‌های  سانتی‌متری آن آب را دفع می‌کنند؛ همچنین نسبت به اثرات الکترواستاتیک حساس اند و واکنشی فوری به اشیا باردار دارند. 

## ساخت و تولید
جنبه‌های  تولید آئروگرافیت :
یک روش برای تولید این ماده، استفاده از متد رسوب شیمیایی گاز(CVD) است. تحقیقاتی در سال ۲۰۱۲ نشان داد که اکسید فلزات نمونه مناسب برای ایجاد رسوب در ساختار های گرافیتی است. پس از اتمام فرآیند، اکسید های اضافی  فلزات از ساختار جدا می‌شوند. ساده ترین مکانیزم برای این فرآیند، تبدیل اکسیدهای فلز به  ترکیبی از فلزات است که متشکل از هسته ای از جنس کربن و لایه‌های بالایی از جنس فلز که همزمان با تبخیر ماده فلزی در حال رخ دادن می ‌باشد. نیازمندی ها برای انجام این پروسه روی اکسید فلز شامل: انرژی فعالسازی کم جهت کاهش شیمیایی فلز اکسید شده و خنثی سازی گرافیت  و  نقطه تبخیر پایین فاز فلزی ( ZnO ).از دیدگاه مهندسی, فرآیند توسعه‌یافته CVD امکان استفاده از پردازش پودر سرامیکی (استفاده از ذرات آماده و پل‌های جدید 
سینترینگ (sintering bridges) برای ایجاد الگوهایی  برای کربن ۳ بعدی از طریق CVD را فراهم می‌کند. مزایای کلیدی در مقایسه با قالب‌های فلزی استفاده‌شده, عبارتند از: شکل‌های متفاوت ذرات ، پل‌های جدید سینترینگ  و دفع فلزات بدون نیاز به اسید  .مکانیسم CVD که در ابتدا روی شبکه‌های گرافیتی با اندازه میکرومتر به کار گرفته شده بود، پس از سال ۲۰۱۴ توسط دانشمندان دیگر برای ایجاد ساختارهای کربن با اندازه نانومتر نیز استفاده شد. 
جزییات مربوط به مرجع:
آئرو گرافیت با رسوب بخار شیمیایی, با استفاده از یک نمونه ZnO تولید می‌شود.این نمونه شامل میله‌های با ضخامت میکرون است که اغلب به شکل چند پایه تولید می‌شوند که می‌تواند با مخلوط کردن مقادیر قابل‌ توجهی از روی و نوعی رزین به اسم Polyvinyl butyral  و قرار دادن این مخلوط در دمای ۹۰۰ ° C ، سنتز یابد. سنتز آئروگرافیت در ۷۶۰ درجه سانتی گراد, تحت یک جریان گاز آرگون انجام می‌شود که به آن تولوئن به عنوان منبع کربن تزریق می‌شود. در ادامه یک لایه ناپیوسته از کربن بر روی ZnO ته‌نشین می‌شود که سپس با افزودن گاز هیدروژن به محفظه، واکنش برجسته و جدا می شود. بنابراین شبکه کربن باقیمانده از نزدیک مورفولوژی الگوی اصلی ZnO را دنبال می‌کند. به طور خاص، گره‌های شبکه آئروگرافیت از نحوه اتصالات  ZnO نشات می‌گیرند.

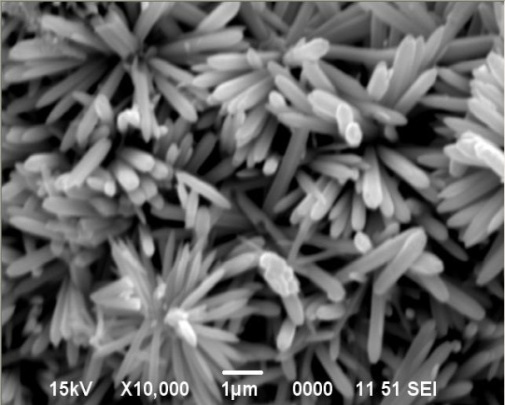
نمونه هایی از ZnO که دارای ابعاد و چگالی های متفاوت می باشند. این مواد جهت رسوب گذاری آئروگرافیت استفاده می‌شوند.

## کاربرد‌ها
تعداد موارد ممکن کاربردی برای سبک‌ترین ماده در جهان نامحدود است.دانشمندان حوزه‌های تحقیقاتی مختلف, پس از تایید رسمی آئروگرافیت, ایده‌های کاربردی ارائه دادند. به عنوان  گزینه ‌های استفاده، دو نامزداصلی که محتمل تر است وجود دارد: باتری‌ها  و فیلتراسیون. به دلیل سبکی و مساحت نسبتاً بزرگ آن, آئروگرافیت قادر به ایجاد باتری‌های لیتیوم - یونی و supercapacitors است.الکترودها در یک خازن دو لایه الکتریکی تست شده‌اند (EDLC, که با عنوان supercapacitor شناخته می‌شود) و شوک‌های مکانیکی مربوط به چرخه‌های تخلیه بار و تبلور الکترولیت را تحمل می‌کنند (که در فرآیند تبخیر حلال رخ می‌دهد).اشیا غیر رسانا مانند پلاستیک را می‌توان با آئروگرافیت پوشش داد تا آن‌ها تبدیل به رسانای بدون وزن بشوند.  همانطور که کربن قبلاً برای فیلتر آب استفاده می‌شد, کاربرد آئروگرافیت ممکن است در هر دو تصفیه آب و هوا  موثر باشد.این ماده به عنوان جذب کننده برای آلاینده‌های پایدار عمل می‌کند که آن را  تجزیه می‌کند. همچنین آئروگرافیت نامزد بالقوه برای مهندسی بافت است، چرا که می‌تواند در یک روش بسیار قابل‌کنترل ساخته شود تا اشکال مختلف ۳ بعدی ماکروسکوپی ایجاد کند.  می‌توان تشخیص داد که استفاده از این ساختار ها نفوذپذیری و دسترسی به سطوح را ارائه می‌دهد. این ویژگی‌ها عوامل کلیدی رشد بافت سه‌بعدی هستند.کاربردی دیگر احتمالاً در الکترونیک برای هوانوردی و ماهواره خواهد بود زیرا آن‌ها مجبورند مقادیر زیاد ارتعاش را تحمل کنند.این مواد قابلیت کارایی را در بادبان خورشیدی دارا می‌باشند.